# Durchhausen (Ruppichteroth)
Durchhausen war ein Ortsteil in der Gemeinde Ruppichteroth. Es handelte sich um einen Einzelhof im „Homburger Bröltal“ gelegen. Der Hof lag nordöstlich neben der Ortschaft Damm am anderen Ufer der Bröl. 1666 war hier die Familie Henrich verzeichnet. 1754 war der Pächter Johannes Peter Steimel.